# Катастрофа DC-8 в Гандері
Катастрофа DC-8 в Гандері — велика авіаційна катастрофа, що сталася в четвер 12 грудня 1985 року в канадському містечку Гандер на острові Ньюфаундленд. Пасажирський авіалайнер Douglas DC-8-63CF американської авіакомпанії Arrow Air виконував міжконтинентальний рейс MF1285R за сполученням Каїр — Кельн — Гандер — Форт Кемпбелл і віз військовослужбовців з 110-ї повітряно-десантної дивізії армії США, що проходили службу на Синайському півострові і летівших додому в США. Через декілька секунд після відриву шасі від ЗПС міжнародного аеропорту Гандер літак звалився і впав на землю в 1 км від аеропорту. Загинули всі 256 людей, що перебували на його борту, — 248 пасажирів і 8 членів екіпажу.

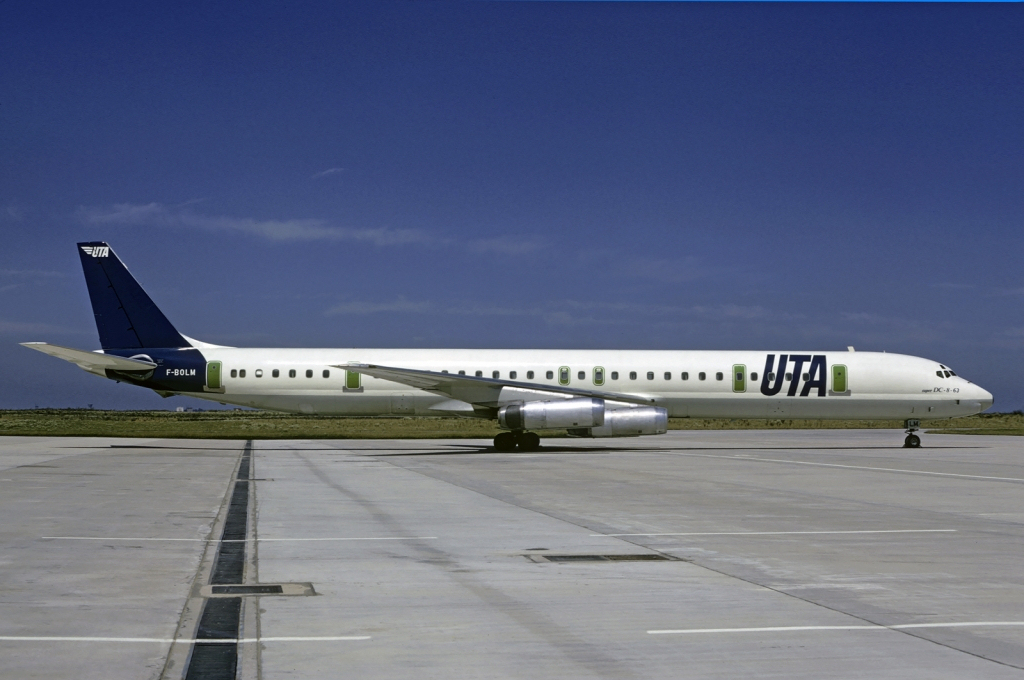
Літак, що зазнав катастрофи в 1979 році (в період експлуатації в UTA).

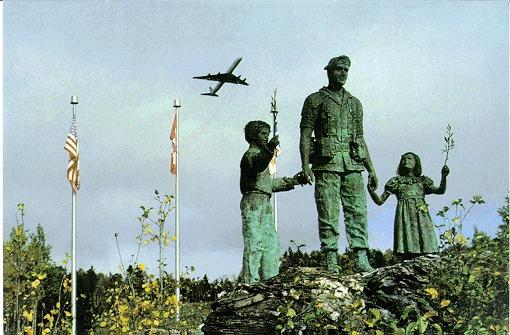
Меморіал катастрофі рейсу 1285R

Це найбільша авіакатастрофа в історії Канади (на другому місці катастрофа MD-11 під Галіфаксом, 229 загиблих), друга за участю DC-8 після катастрофи в Джидді, а також третя після катастроф DC-10 у Чикаго та A300 у Нью-Йорку на північноамериканському континенті.

## Хронологія подій
Рейс MF1285R, який виконував Doulgas DC-8-63CF борт N950JW, був заброньований організацією Міжнародних сил і спостерігачів (відповідає за дотримання мирного договору між Єгиптом та Ізраїлем) і був другим із трьох авіарейсів із перевезення військовослужбовців з 101-шу службу на Синайському півострові, додому у США. Політ повинен був проходити з Каїра (Єгипет) у Форт Кемпбелл (США) з проміжними посадками у Кельні (ФРН) та Гандері (Канада).
Рейс 1285 вилетів із Каїру о 20:35 UTC 11 грудня. На його борту було 8 членів екіпажу та 248 пасажирів. Літак приземлився в Кельні о 01:21 UTC 12 грудня, де на рейс заступив новий екіпаж — КПС Гріффін, другий пілот Коннеллі та бортінженер Фаулер. Рейс 1285 вилетів з Кельна о 02:50 та о 09:04 приземлився у Гандері.
О 10:15 UTC рейс MF1285R розпочав розгін зі злітною смугою № 22 аеропорту Гандера. Через 51 секунду літак відірвався від ЗПС; згодом свідки повідомляли, що після зльоту літак ледве набирав висоту.
Після прольоту на дуже низькій висоті над шосе «Trans-Canada Highway» лайнер продовжував зниження. Водії автомобілів, які проїжджали в той момент шосе, заявили, що вони побачили яскраве світіння, що походить від літака, перш ніж він, незважаючи на кут тангажу, що збільшився, впав на землю приблизно в кілометрі від аеропорту Гандера. Рейс MF1285R правим крилом зніс дерево та крило відірвалося, після лайнер нахилився вправо, знісши нежилий будиночок, врізався в землю та повністю зруйнувався. Усі 256 людей, які перебували на його борту, загинули.

## Розслідування
Розслідуванням причин катастрофи рейсу MF1285R зайнялася Канадська рада безпеки на повітряному транспорті (CASB).
- У ході розслідування CASB дійшов висновку, що причиною катастрофи стало обмерзання крил, які перед зльотом не були оброблені антиобледенітелями; супутнім фактором стали помилкові прорахунки екіпажу щодо злітної маси літака.
- Другою версією катастрофи рейсу 1285R був теракт. Згодом відповідальність за катастрофу взяла він терористична організація «Ісламський джихад», крило руху «Хезболла».
- Розслідування в результаті так і не дійшло єдиного висновку. Було визначено дві основні версії катастрофи рейсу MF1285R — обмерзання крил разом з помилками екіпажу та вибух бомби. CASB було розпущено.

## Культурні аспекти
Катастрофа рейсу 1285R показана в 11-му сезоні канадського документального телесеріалу Розслідування авіакатастроф у серії Подвійне рішення комісії.